# 349 a. C.
El año 349 a. C. fue un año del calendario romano prejuliano. En el Imperio romano se conocía como el Año del Consulado de Camilo y Craso (o menos frecuentemente, año 405 Ab urbe condita). 

## Acontecimientos
- Filipo II de Macedonia invade la península Calcídica.
- La ciudad de Eretria en la isla de Euboea se rebela con éxito en contra de la dominación de Atenas

- Datos: Q80169